# Sarah Jane Kirk
Sarah Jane Kirk (née Mattocks ; 22 janvier 1829 – 15 janvier 1916) est une militante néo-zélandaise du mouvement de tempérance, suffragiste et des droits de l'homme. Elle est présidente de la section de Wellington de la Women's Christian Temperance Union New Zealand (en) (WCTU NZ) pendant plus d'une décennie et est l'une des vice-présidentes nationales de l'Union.

## Jeunesse et émigration vers la Nouvelle-Zélande
Sarah Jane Kirk est née dans le Warwickshire, en Angleterre, le 22 janvier 1829, fille aînée de Mary Mattocks et d'un tisserand/entrepôt de Coventry, Joseph Mattocks. Son frère Mark a trois ans de moins et ses deux sœurs (Mary et Emily) ont respectivement neuf et dix ans de moins. Elle gagne sa vie comme marqueuse de soie et, à l'âge de vingt et un ans, le jour de Noël 1850, elle épouse Thomas Kirk, comptable dans la compagnie de bois locale.
En 1862, elle émigre avec Thomas et leurs quatre enfants en Nouvelle-Zélande — voyageant 96 jours en mer. Leur fils aîné meurt pendant les périodes de grande pauvreté suivant leur arrivée à Auckland le 9 février 1863. Elle donne naissance à cinq autres enfants en Nouvelle-Zélande entre 1864 et 1870, dont deux (des jumeaux) meurent en bas âge, et une autre fille meure à l'âge de 5 ans. Fraîchement débarqué, Thomas Kirk gagne de l'argent en cassant des pierres au Mont Eden pour construire des routes. En 1867, Thomas Kirk commence ses explorations scientifiques du monde naturel, devenant célèbre pour ses collections de spécimens et ses écrits sur la botanique de la Nouvelle-Zélande. Il est conservateur de musée et enseigne la botanique à l'Auckland College and Grammar School, où ses deux fils, Thomas William Kirk et Harry Kirk, étudient. Il n’existe pas encore de documentation concernant l’éducation de leur fille, Amy Kirk, qui devient enseignante et travailleuse d’église. Lily May et Cybele Ethel Kirk naissent alors que la famille vit à Auckland.

## Leadership à Wellington: églises et clubs de femmes
En 1874, la famille Kirk déménage à Wellington où Thomas Kirk est embauché comme professeur de sciences naturelles au Wellington College. Il n'y a pas d'eau courante dans le petit cottage de la famille Kirk sur Tinakori Road, et pendant un certain temps, ils transportent l'eau de la maison du Premier ministre de la Nouvelle-Zélande, Sir Julius Vogel, de l'autre côté de la route. Elle inscrit ses plus jeunes filles, Lily May et Cybele, à l'école pour filles de Greenwood Terrace, située à proximité, dirigée par les sœurs militantes Ellen, Mary et Annie Greenwood.

### Église baptiste de la rue Vivian

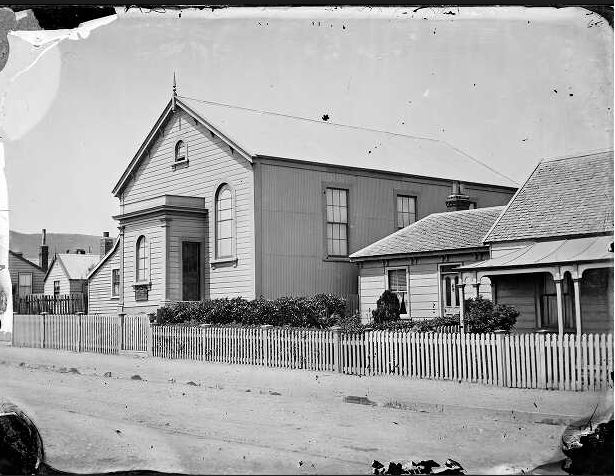
Église baptiste de Vivian Street, Wellington, Nouvelle-Zélande – Rév. Josiah Taylor Hinton, pasteur

Bon nombre des premiers colons de la Compagnie de Nouvelle-Zélande s'identifient comme faisant partie de religions indépendantes de l'Église d'Angleterre, et les premières églises baptistes s'organisent dès 1851. Dès le début, les femmes baptistes de Nouvelle-Zélande jouent un rôle actif dans les réunions de prière et en tant qu'évangélistes missionnaires. Ainsi, lorsque l'appel est lancé pour fonder une église baptiste à Wellington, Kirk est membre de la première congrégation de dix-neuf personnes qui se rassemble le 20 janvier 1878. L'importante tâche de collecte de fonds entreprise par les femmes baptistes donne naissance à la première église baptiste de Wellington, qui ouvre ses portes sur la rue Vivian en décembre 1879.

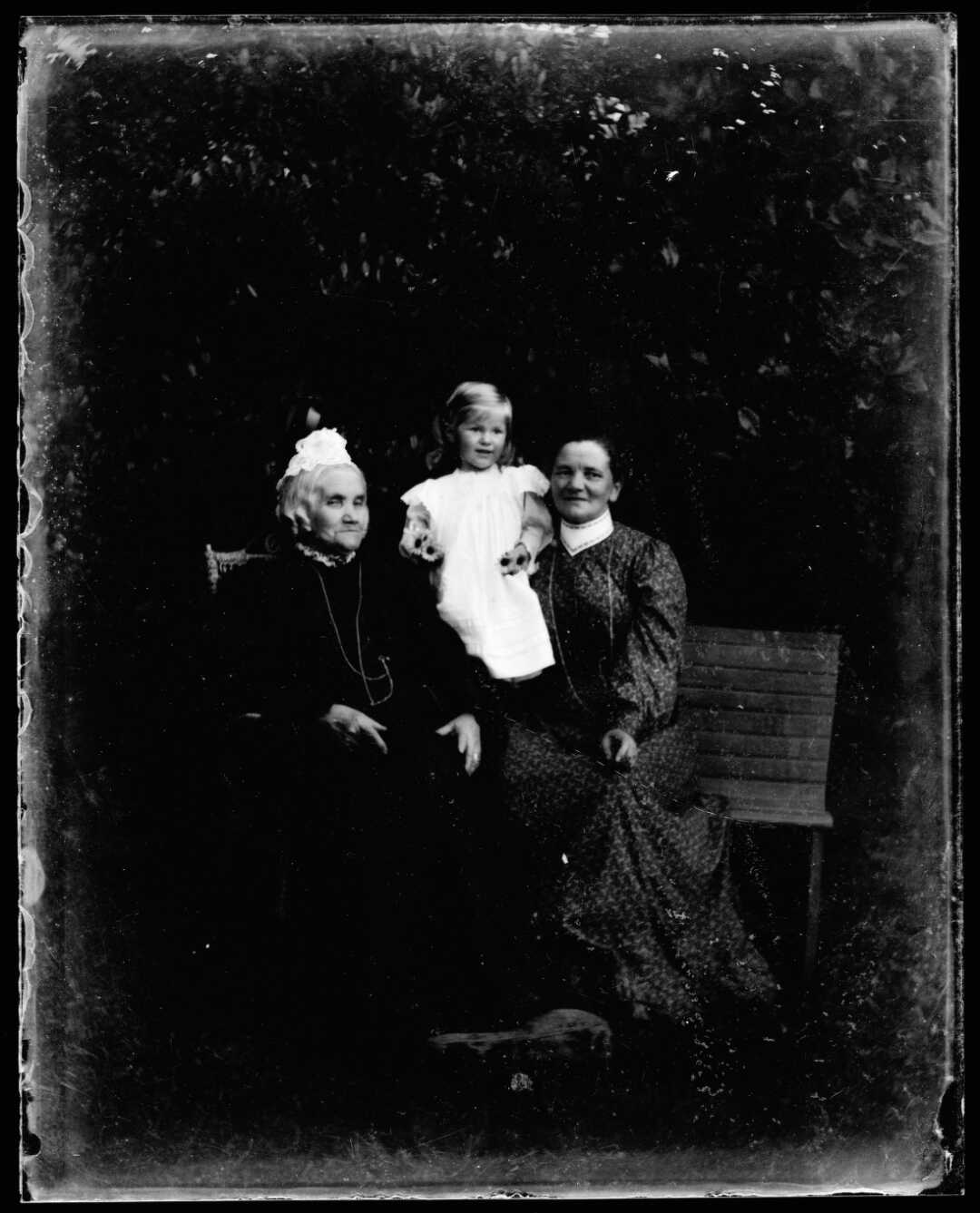
Sarah Jane Kirk, Janet Atkinson (fille de Lily May) et Amy Kirk c. 1907

Les premières années de l'Église baptiste de Vivian Street sont fortement influencées par le révérend Josiah Taylor Hinton, un fervent évangéliste de la tempérance. Les femmes de Kirk contribuent régulièrement au travail missionnaire de sensibilisation de l’église, et la fille aînée, Amy, est enseignante à l’école du dimanche pendant plus de trente ans. Amy Kirk, vivant avec sa mère et ne s'étant jamais mariée, est également visiteuse désignée à l'hôpital de Wellington par le conseil d'administration de l'aide caritative de l'hôpital de Wellington, apportant avec elle ses convictions baptistes et les principes de la WCTU.

### Wellington Ladies' Christian Association
Kirk, avec Ellen Greenwood (en), est l'une des premières membres de la Wellington Ladies' Christian Association, un effort combiné de femmes d'église pour soutenir les femmes immigrantes, gérer les efforts de secours aux pauvres, soutenir les femmes en prison et l'évangélisation. Un an après la fondation du club en 1878, le groupe lance la maison de retraite Alexandra. Quelques années plus tard seulement, le groupe ouvre en 1881 un foyer pour femmes démunies et sans amis dans Hanson Street, à Newtown, un quartier ouvrier de la banlieue sud de Wellington. Pendant quelques mois, le groupe parraine également un refuge pour femmes sur Nairn Street avec un comité de gestion dirigé par Lady Elizabeth Jervois, l'épouse du gouverneur.

### Leadership au sein de la Women's Christian Temperance Union of New Zealand

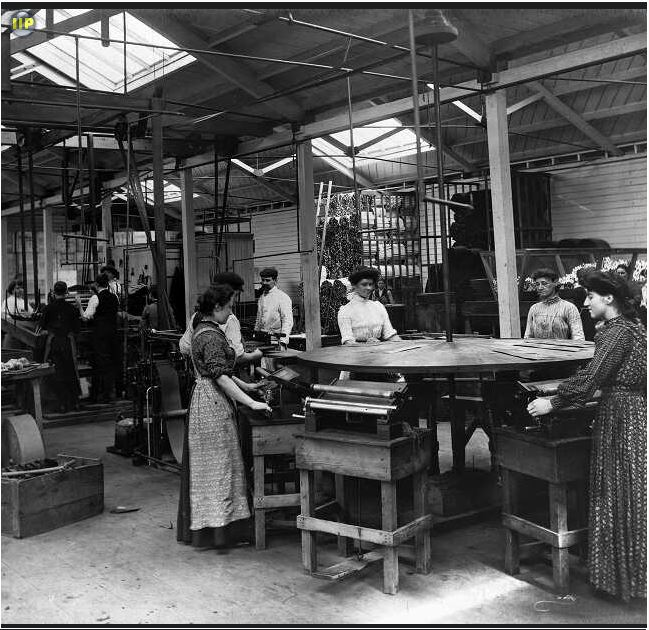
Ouvrières de l'usine d'allumettes R. Bell & Co. à Newtown, Wellington, Nouvelle-Zélande, vers 1906

Le travail de Kirk avec la Wellington Ladies' Christian Association s'accorde bien avec les objectifs de la Women's Christian Temperance Union of New Zealand (WCTU NZ). Elle est élue présidente de la section de Wellington de la WCTU NZ le 7 février 1895, poste qu'elle conserve pendant près d'une décennie. Elle est également membre du comité du White Ribbon de la WCTU NZ et est également l'une des vice-présidentes de la WCTU NZ. Durant sa présidence, les membres du syndicat de Wellington visitent régulièrement la maison de convalescence et la maison pour personnes âgées nécessiteuses et proposent un groupe de chant pour divertir les retraités âgés. Kirk organise également des cours pour les jeunes filles qui travaillent, leur enseignant à lire et à écrire ainsi qu'aux sciences domestiques. Elle reçoit des dons de meubles et d’un piano pour une salle où les filles peuvent se réunir pour des événements sociaux, des études bibliques et des réunions. Les membres de l'Union Wellington rendent visite aux filles à leur domicile si nécessaire pour les maintenir en contact avec le club. Ils organisent également des réunions de la WCTU directement auprès des filles travaillant à l'usine d'allumettes R. Bell & Co. sur Riddiford Street à Newtown. Le sens des affaires de Kirk est mis en avant pour avoir acquis un bâtiment pour leur association de filles de Newtown.
En 1901, l'Union de Kirk accueille la convention nationale à Wellington. Son discours de bienvenue comprend une référence au recrutement militaire britannique de Néo-Zélandais pour la guerre en Afrique du Sud : « Comme Lord Kitchener, l'Union voulait des contingents en Nouvelle-Zélande, non pas des porteurs de kaki, mais du ruban blanc. Chaque femme devrait se sentir responsable. » Pendant sa présidence, l'Union de Wellington fait régulièrement état de certains des nombres d'adhérents les plus élevés de ses sections, juste derrière Auckland ou Dunedin. Elle refuse d'être réélue en 1904 à l'âge de 73 ans. L'Union lui offre en cadeau d'adieu une horloge de voyage, un nécessaire à écrire et une paire de fourchettes à beurre.
Kirk n’abandonne pas complètement son activité d’évangélisation pour la tempérance. En 1906, elle écrit une lettre au rédacteur en chef du WCTU NZ White Ribbon encourageant les membres à soutenir le référendum de non-licence de 1908.
« Je suis convaincu que les membres de la WCTU et tous les chrétiens doivent être plus vigilants et utiliser plus régulièrement que par le passé le téléphone entre la terre et le ciel. Si nous appelons plus souvent, le scrutin de 1908 sera une expérience gratifiante pour toute la Nouvelle-Zélande. N'oublions jamais que notre force est en Dieu et appelons constamment. »
En 1912, Kirk participe à une réunion de la WCTU de Wellington South à l'occasion de la « Journée du ruban blanc » en épinglant un ruban blanc sur une nouvelle recrue.

## Décès
Kirk continue son travail d'église à l'église baptiste de Vivian Street, y compris la gestion de la distribution de boîtes de vêtements pour la Crutch and Kindness League du Ragged School Union.
Elle subit une crise cardiaque soudaine juste avant Noël 1916, puis une autre le lendemain. Le samedi 15 janvier 1916, Sarah Jane Kirk décède à sa résidence au 30 Pirie Street à Wellington, en Nouvelle-Zélande. Elle est enterrée le 17 janvier 1916 dans le cimetière Karori (en) Plot 3K qu'elle a acheté pour la tombe de son mari à sa mort en 1898.

## Lectures complémentaires
- (en) Raewyn Dalziel, Women together: a history of women's organisations in New Zealand: nga ropu wahine o te motu, Wellington, NZ, Daphne Brasell Associates/Historical Branch, Department of Internal Affairs, 1993, 72–75 p., « New Zealand Women's Christian Temperance Union 1885– ».
- (en) Margaret Tennant, Women together: a history of women's organisations in New Zealand: nga ropu wahine o te motu, Wellington, NZ, Daphne Brasell Associates/Historical Branch, Department of Internal Affairs, 1993
- (en) Margaret Tennant, The fabric of welfare: voluntary organisations, government and welfare in New Zealand, 1840–2005, Wellington, NZ, Bridget Williams Books, 2007.
- (en) Jeanne Wood, A Challenge Not a Truce: A History of the New Zealand Women's Christian Temperance Union, 1885–1985, Nelson, New Zealand Women's Christian Temperance Union, Inc., 1986.